# Jefa por accidente
Jefa por accidente (título original en inglés: Second Act) es una película estadounidense de comedia romántica dirigida por Peter Segal y escrita por Elaine Goldsmith-Thomas y Justin Zackham. Protagonizada por Jennifer Lopez, Vanessa Hudgens,  Leah Remini, Annaleigh Ashford, Dan Bucatinsky, Freddie Stroma, Milo Ventimiglia, Treat Williams y Larry Miller. Fue estrenada en los Estados Unidos el 21 de diciembre de 2018.

## Sinopsis
Una cajera de unas grandes superficies decide cambiar su vida radicalmente, poner todo patas arriba y cambiar las cosas por completo. Demostrando así que la inteligencia callejera es tan valiosa como un título universitario.

## Reparto
- Jennifer Lopez como Maya.
- Vanessa Hudgens como Zoe.
- Leah Remini como Joan.
- Annaleigh Ashford como Hildy.
- Freddie Stroma como Ron.
- Dan Bucatinsky como Arthur.
- Milo Ventimiglia como Trey.
- Treat Williams como Anderson Clarke.
- Larry Miller como Weiskopf.
- Charlyne Yi como Ariana.
- Dave Foley como Felix Herman.
- Alan Aisenberg como Chase.
- Dierdre Friel como Ant.
- John James Cronin como Otto.

## Producción
En junio de 2017, Jennifer Lopez firmó para protagonizar. En octubre de 2017, Leah Remini, Annaleigh Ashford, Vanessa Hudgens, Dan Bucatinsky y Freddie Stroma se unieron a la película. En noviembre de 2017, Milo Ventimiglia, Treat Williams, Larry Miller, Dave Foley, Charlyne Yi y Alan Aisenberg se incorporaron al reparto.

### Filmación
La fotografía principal comenzó el 23 de octubre de 2017, en Queens, Nueva York y ha continuado en El Bronx y Manhattan, incluyendo el Michael Jordan's Steakhouse en Grand Central Terminal. La filmación concluyó el 15 de diciembre de 2017.

## Estreno
Second Act sería inicialmente estrenada en Estados Unidos por STXfilms el 21 de noviembre de 2018, pero en septiembre de 2018, se cambió al 14 de diciembre de 2018. Posteriormente fue atrasada al 21 de diciembre de 2018.

## Recepción
Second Act ha recibido reseñas mixtas de parte de la crítica y de la audiencia. En el sitio web especializado Rotten Tomatoes, la película posee una aprobación de 44%, basada en 116 reseñas, con una calificación de 5.1/10 y con un consenso crítico que dice: "Second Act prueba que Jennifer Lopez sigue siendo tan magnética como siempre en la pantalla grande; desafortunadamente, la historia confusa de la película no siempre es digna de sus regalos." De parte de la audiencia tiene una aprobación de 42%, basada en más de 1000 votos, con una calificación de 3.1/5.
El sitio web Metacritic le ha dado a la película una puntuación de 46 de 100, basada en 27 reseñas, indicando "reseñas mixtas". Las audiencias encuestadas por CinemaScore le han dado a la película una "B+" en una escala de A+ a F, mientras que en el sitio IMDb los usuarios le han dado una calificación de 5.8/10, sobre la base de 27 988 votos. En la página FilmAffinity la cinta tiene una calificación de 4.5/10, basada en 1576 votos.